# Paolo Grugni
Paolo Grugni (Pavia, 25 gennaio 1985) è un canottiere e dirigente sportivo italiano.
Vincitore del Mondiale Pesi leggeri Under 23 nel 2005.
Fondatore del Progetto Birrificio Occupato (birrificio artigianale in provincia di Pavia).